# Мухин, Игорь Владимирович
И́горь Влади́мирович Мухин (род. 19 ноября 1961, Москва, СССР) — советский и российский фотограф, преподаватель Московской школы фотографии и мультимедиа им. А. Родченко. Автор документальных фотопроектов, в том числе хроники отечественной независимой музыкальной сцены 80-х и 90-х годов, фотограф года по версии Rambler.ru (2003 г.).

## Биография
Родился в 1961 году в Москве. После окончания строительного колледжа работал в проектном институте, затем контролёром в ВОХР. В 1985—1986 годах посещал занятия в студии Александра Лапина, в 1986-1987 годах сотрудничал с рок-самиздатом.
В 1986 году принимал дебютное участие в групповой фотовыставке «ФОТО-86» в Московском Горкоме художников-графиков на Малой Грузинской, где познакомился с  Владиславом Ефимовым, Ильей Пигановым и Сергеем Леонтьевым. 
В 1987 году сделал свою первую персональную выставку в размере ста двадцати работ в Доме культуры МГУ. 
С 1989 года начал работать как независимый фотограф. В годы перестройки Мухин снимал фото-проект о советской молодёжи и рок-музыкантах. Он сделал портреты Виктора Цоя, Бориса Гребенщикова, Петра Мамонова, Дуни Смирновой, Александра Башлачёва и др. Фотографии этого периода опубликованы в книгах Артемия Троицкого «Rock in Russland» (1989 г.) и «TUSOVKA. Whos who in the new soviet rock culture» (1990).
В период с 1985 по 1989 годы проводил работу над первым творческим фото-проектом «Молодёжь Большого города», в котором запечатлел портреты неформальной советской молодёжи. Съемки проходили в Москве, Ленинграде, Вильнюсе, Риге. Эти фотографии неоднократно появлялись на советских и зарубежных выставках, а также публиковались в книгах и прессе. 
В конце 1980-х годов Игорь Мухин приступил к работе над фотопроектами:
- «Советские монументы» (выставки: «Соц-арт. Политическое искусство в России», Государственная Третьяковская галерея и La Maison Rouge, Paris (2007).
- «Советская скамейка» (выставки: XL Gallery, (1994 г.) и Akademie der Kunste в Берлине, (1995 г.).
- «Фрагменты советской наглядной агитации».
- «Советские детские площадки» (выставки: «Не игрушки!?», Государственная Третьяковская галерея, (2009 г.)

С середины 1990-х годов начал создавать документальные фото-проекты о жизни в Москве и российской провинции. В 1992—1993 гг. вместе с женой Татьяной Либерман Мухин документировал выставки и перфомансы в галерее в Трёхпрудном переулке. В 1996 году представил доклад на международном фото-фестивале ИнтерФото в Москве. В 1999 году получил стипендию от мэрии города Парижа и стал работать над темой «Влюблённые в Париже» по заказу Fonds national d'art contemporain при участии Комитета по празднованию 2000 года.
В 2000-е годы начал сотрудничество с изданиями Афиша и Большой город, снимая портреты и репортажи. В 2003 году становится фотографом года по версии Rambler (проект "Человек десятилетия"). В 2007 году вместе с другими международными фотографами  принимает участие в проекте «Один день в Латвии. 20 лет спустя», по итогам которого была выпущена книга «One day in Latvia». Работал фотографом на съемках фильмов режиссёра Александра Зельдовича — «Москва» (2000 г.) и «Мишень» (2008 г.).
В 2016 году выпустил альбом «Я видел рок-н-ролл», включающий классические снимки В. Цоя, М. Науменко, А. Башлачёва и Б. Гребенщикова. В 2019 году вышел журнал Евгения Фельдмана "СВОЙ", в котором публиковались фотоистории российских документальных фотографов. Четвертый выпуск журнала был посвящен фотографиям Игоря Мухина.  
В 2022 году принял  участие в выставке Фотобиеннале 2022.
В настоящее время преподаёт в Московской школе фотографии и мультимедиа им. А. Родченко.
Двое детей — Мария (1991 г.), Максим (2000 г.).

## Персональные выставки (выборочно)
- 2022/2023  — "ЗЕНИТ.МУХИН". ФВТЦ «Зенит». ГУМ
- 2022 — «Generations, from the USSR to the new Russia». House of photography Robert Doisneau in Paris
- 2022 — «МОСКВА – ПАРИЖ – ВЕНА/ Moscow – Paris – Vienna». Мультимедийный комплекс актуальных искусств
- 2021 — «Génération Underground». Polka Galerie. Paris, France
- 2020 — «Наши 1990-е. Время перемен». Мультимедийный комплекс актуальных искусств
- 2018 — «Наши 1990-е. Время перемен». Ельцин Центр
- 2017 — «Срок». XL Галерея. Москва
- 2017 — «Альтернативная культура 80-х». Мультимедийный комплекс актуальных искусств
- 2016 — «Я видел рок-н-ролл». Государственный музейно-выставочный центр РОСФОТО. Санкт-Петербург
- 2015 — «МОСКВА_2. La Bohème / MOSCOW_2. La Bohème». Галерея «Люда». Санкт-Петербург
- 2014 — "Игорь Мухин «Панк-Фракция 1»/ Алиса Йоффе «Панк-Фракция 2». Галерея «Триумф». Москва
- 2013 — «La mia Mosca». Laura Bulian Gallery., Milano. Italy
- 2013 — «My Moscow». Galerie RTR. Paris. France
- 2013 — Rétrospective «La Russie d’Igor Moukhin, photographies de 1987 à 2012». Grand Réservoir de L’Hôpital de Bicêtre, Le Kremlin-Bicètre. Festival RussenKo 2013. France
- 2012 — «La mia Mosca». Festival Fotografia Europea 2012. San Pietro Cloisters. Reggio Emilia. Italy.
- 2012 — «Rosja/Polska(Igor Mukhin i Mariusz Forecki)» 4 Festiwal Fotodokumentu. Galeria Wysokich Napięć. Warszawa. Poland
- 2012 — «Сообщники» XL Галерея. Москва
- 2010 — «Edifficile essere giovani». Galleria Impronte contemporary art. Милан
- 2010 — «Огород». Галерея «Меглинская». Винзавод. Москва
- 2010 — «Сопротивление». XL Галерея. Винзавод. Москва
- 2008 — «Игорь Мухин» Фонд содействия развития искусств. Киев, Украина
- 2008 — «Igor Moukhin». CM ART. Paris
- 2008 — «Игорь Мухин». Галерея на Солянке. Москва
- 2005 — «Путешествие». Фотоцентр. Москва
- 2004 — «I.Moukhin. Contemporary Russian Photography». The Camera Obskura Gallery. Denver. USA
- 2004 — «I.Moukhin: Visions of Contemporary Russia». Hatton Gallery, Collorado State University. Fort Collins, USA
- 2004 — «Провинция. Нижегородские каникулы». Музей «Симбирская фотография». Ульяновск
- 2004 — «Generation next». Auditorium parco della musica. Festival Russo. Rome
- 2004 — «Тяжёлое дыхание зимы». XL Галерея. Москва
- 2003 — «Contemporary Moscow Photography». Anahita Gallery. Santa Fe. USA
- 2003 — «Wien — Moscow». Krinzinger Projekte. Vienna
- 2003 — «Moskauer Jugent im 3. Jahrtausent». Moskauer Tage in Berlin, Kulturbrauerei. Berlin
- 2003 — «Москва — Paris». Государственный Русский музей, Строгановский дворец. Санкт-Петербург
- 2002 — «Moscou — Paris». Московский дом фотографии. Москва
- 2002 — «Нижний Новгород. Лето 2001». Фестиваль «Pro-зрение». Нижний Новгород
- 2002 — «Moscow». International Photography Festival. Pingyao. China
- 2001 — «Москва Light». Государственный научно-исследовательский музей архитектуры им. А.В. Щусева. Москва
- 2000 — «La jeunesse a Paris». (Mois de la photo a Paris 2000). Galerie Carre Noir. Paris
- 1999 — «Igor Moukhin». Galerie Carre Noir. Paris
- 1998 — «Moscou la Jenne». Bibliothèque Elsa-Triolet. Pantin. France
- 1997 — «Soviet Epoch: Benches and Monuments». Photohouse. Riga. Latvia
- 1996 — «Life in the City». Latvian Museum of Photography. Riga. Latvia
- 1996 — «Меняющийся пейзаж»(Фотобиеннале 96). Дом художников на Кузнецком мосту. Москва
- 1995 — «40 фотографий». Музей революции. Москва
- 1995 — «Vision of Russia». Naarden Fotofestival. Grote Kerk. Naarden. Netherlands
- 1994 — «Скамейки: трансформация для будущего». XL Галерея. Москва
- 1993 — «Советское монументальное искусство». Фото-галерея. Йошкар-Ола
- 1990 — «И. Мухин», Photo-Gallery. Ленинград. СССР
- 1987 — «Молодым о молодых». Клуб МГУ на Моховой. СССР

## Групповые выставки (выборочно)
- 2023  — «Помним! Навсегда?». Центр Визуальной Культуры Béton. Москва
- 2017 — «Subjective Objective: A Century of Social Photography». Zimmerli Art Museum. The State University of New Jersey, USA
- 2017 — «Red Horizon — Contemporary Art and Photography in the USSR and Russia, 1960—2010». The Columbus Museum of Art, USA
- 2015 — «90-е». Арт-галерея, Ельцин Центр. Екатеринбург
- 2014-2015 — «Музей с предсказаниями». Московский музей современного искусства
- 2010 — «The Original Copy: Photography of Sculpture, 1839 to Today». The Museum of Modern Art, New York
- 2010 — «Photographie de la nouvelle Russie 1990—2010». Maison Europeenne de la Photographie, Paris
- 2009 — «Не игрушки!?». Государственная Третьяковская Галерея. Москва
- 2007 — «Sots Art. Political Art in Russia from 1972 to today». La Maison Rouge, Paris 2007
- 2006 — «Искусство XX века». Государственная Третьяковская Галерея. Москва
- 2002 — «Давай! Russian Art now». Postfuhramt, Berlin; travelling: Museum of Applied Arts, Vienna 2002  (недоступная ссылка)
- 2002 — «Idea Photographic: After Modernism». Museum of Fine Arts, New Mexico
- 2001 — «Память тела. Нижнее белье советской эпохи». Государственный музей истории Санкт-Петербурга; Тур: Выставочный зал Н. Новгород, ЦДХ Москва, Vienna Museum Вена, Хельсинки
- 1999 — «After the wall». Moderna Museet, Stockholm; Тур: The Ludwig Museum, Budapest, National Galleries im Hamburger Bahnhof, Berlin
- 1998 — «Photography from the collection». The Museum of Modern Art, New York
- 1991 — «Changing Reality». The Corcoran Gallery of Art, Washington D. C.
- 1986 — «Фото 86». Малая Грузинская, 28. Москва

## Авторские издания (выборочно)
- 2022  — «ЗЕНИТ.МУХИН.Огород». ФВТЦ «Зенит». ГУМ
- 2021  — Générations — De L’URSS À La Nouvelle Russie. Michaël Houlette. 128 pages. 109 photographs. BERGGER. Paris
- 2019 — «Москва Light». Вступительное эссе: Дмитрий Бавильский. Treemedia. Москва
- 2019 — «Девяностые». Выпуск № 4 глянцевого самиздата СВОЙ Евгения Фельдмана
- 2018 — «В поиске монументальной пропаганды». Тексты: Михаил Рыклин, Анна Толстова. Издательство Treemedia
- 2017 — «Just pie in the sky». Text by Bastien Manac’h. Editions Bergger. Paris
- 2017 — «Weekend». Тексты: Александра Новоженова, Феликс Сандалов. Издательство Treemedia, Москва
- 2017 — «Calculation» Интервью: Я. Веткин, Е. Гранильщиков. Издательство Treemedia, Москва
- 2016 — «Рождённые в СССР. 2-е издание». Тексты Екатерина Деготь, Стив Йетс. Издательство Treemedia, Москва
- 2016 — «Я видел рок-н-ролл». Тексты: Феликс Сандалов, Екатерина Зуева. Издательство Treemedia, Москва
- 2015 — «MOSCOW_2. La Boheme». Тексты: Владимир Айгистов, Настя Минералова. Москва
- 2015 — «Resistance. Lost in Translation». Москва
- 2015 — «Weekend». Москва
- 2014 — «Панк-Фракция 1». Каталог выставки. Тексты: Михаил Бастер и др.. Галерея «Триумф»
- 2012 — «Photographies 1987—2011». Text by Christian Gattinoni, Bahia Allouache, Éditions Loco, Paris ISBN 978-2-919507-12-2
- 2012 — «Моя Москва». Эссе Захара Прилепина. Издательство Treemedia, Москва
- 2012 — «My Moscow». Text Zakhar Prilepin. Schilt Publishing
- 2008 — Каталог выставки. Издание CM ART/ Галерея на Солянке, Текст Олег Шишкин, Москва
- 2006 — «ПАРАДОСКИ» Людмила Петрушевская Стихи / Игорь Мухин Фотографии. Издательство РОСТ Медиа. Москва ISBN 5-902223-07-5
- 2005 — Каталог выставки. Арт-кафе Галерея / Издательство Московский дом фотографии, Текст Александр Зельдович, Москва
- 2004 — Каталог выставки. Text by A. D. Coleman[9]. Hatton Gallery, Colorado State University, Fort Collins, USA
- 2004 — «Рождённые в СССР». Тексты Екатерина Деготь, Стив Йетс. Изд. Л. Гусев, Москва ISBN 5-9649-0003-8
- 2004 — «Wien Вена Vienna». Text by Peter Weiermair, Константин Бохоров. Krinzinger Projekte, Vienna
- 2000 — «Москва — Париж». Каталог выставки. Текст Ольга Свиблова.  Архивная копия от 29 сентября 2008 на Wayback MachineМосковский дом фотографии, Москва / Carre Noir, Paris ISBN 2-909569-12-8
- 1998 — «Avoir 20 ans a Moscou». Texte de G.Saffrais. Paris, Editions Alternatives ISBN 2-86227-170-5  Архивная копия от 8 января 2020 на Wayback Machine
- 1994 — «Скамейки: трансформация для будущего». Каталог выставки. Тексты Елена Селина, D.Neumaier. Москва XL галерея
- 1994 — «Булгаковские места в Москве», Серия из 32 фотографий для книги издательства Biblioteca del Vestello, Рим ISBN 2-86227-170-5

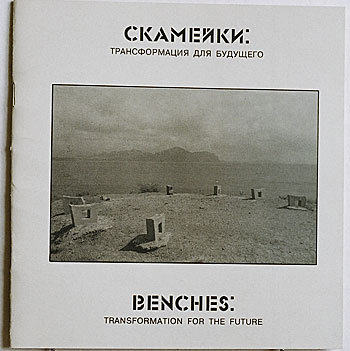
Москва 1994. «Скамейки: трансформация для будущего». XL Галерея
Москва 2002. «Москва — Париж», каталог выставки.
Париж 1998. книга «Avoir 20 ans a Moscou».
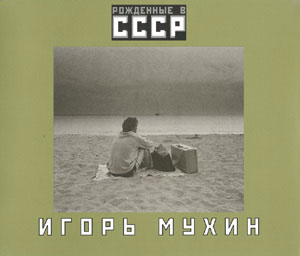
Москва  2005. книга «Рожденные в СССР»
Москва  2006. книга «ПАРАДОСКИ»
Москва  2012. книга «Моя Москва»
Каталог выставки «Игорь Мухин «Панк-Фракция 1»/ Алиса Йоффе «Панк-Фракция 2». Галерея «Триумф». 2014 г.

## Фотографии находятся в коллекциях
- Государственная Третьяковская Галерея
- Мультимедийный комплекс актуальных искусств / Московский Дом фотографии
- Московский музей современного искусства
- Государственный центр современного искусства
- Государственный научно-исследовательский музей архитектуры им. А.В. Щусева
- Музей Москвы
- The Museum of Modern Art, New York
- Галерея искусства Коркоран
- Museum of Fine Art, Santa Fe
- Музей Зиммерли
- Национальный фонд современного искусства (Франция)[англ.]
- Harry Ransom Humanities research Center, the University of Texas at Austin
- Денверский художественный музей, Денвер
- Southeast Museum of Photography, Daytona Beach
- Wien Museum, Vienna
- Leica Russia

## Призы
- 1994 — Государственная стипендия России «Человек искусства»
- 1998 и 2005 — двукратный призёр конкурса «Серебряная камера» (Московский Дом фотографии)
- 1999 — Стипендия Мэрии Парижа

## Интервью
- Дарья Ганиева, «От Пикассо до Цоя: гениальное закулисье на выставках в Москве», Россия 24, 2017[10]
- Ирина Разумовская, «Выставка фоторабот Игоря Мухина открылась в МАММ», Телеканал Культура, 2017[11]
- Ксения Коробейникова, «Грациозную Пугачеву застали врасплох на фотовыставке», Московский Комсомолец, 2017[12]
- Анастасия Петракова, «Игорь Мухин: „Нужно находить модель, которая не боится показать свое тело“», The Art Newspaper Russia, 2017[13]
- Никита Величко, «Игорь Мухин. „Попасть к Пугачевой и съесть пельмени — это тоже рок-н-ролл“», Афиша Daily, 2016[14]
- Елена Анисимова, «Редкие фото Цоя, Гребенщикова и других героев перестройки», СПБ Собака.ру, 2016[15]
- «7 вопросов к фотографу», Международный культурный портал Эксперимент, 2015[16]
- Елена Габриелян, «Фотограф Игорь Мухин о самоцензуре в России и мистике черно-белых снимков», Rfi, 2013[17]
- Константин Агунович, «Лучшие фотографы страны: Игорь Мухин», Афиша, 2012.
- «Игорь Мухин», Блог Leica-camera.ru, 2011[18]

## Галерея работ

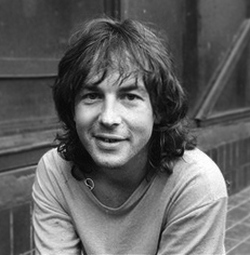
Москва 1987 г. Александр Башлачёв.
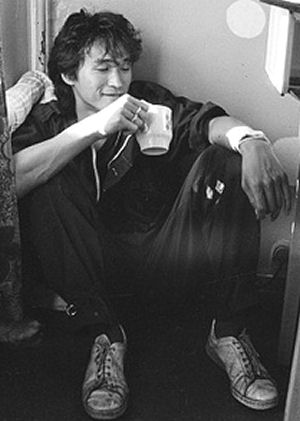
Москва 1986. Виктор Цой.
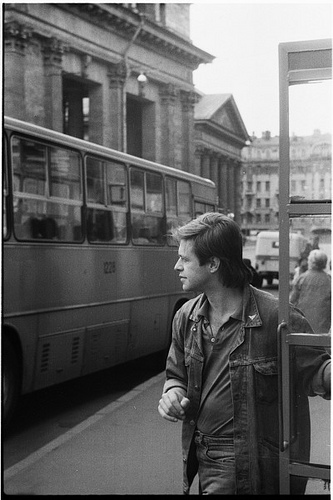
Ленинград 1987 г. Борис Гребенщиков.
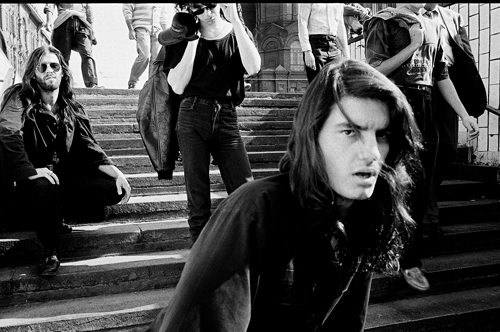
Москва 1992 год. Жан Сагадеев и Э. С. Т.
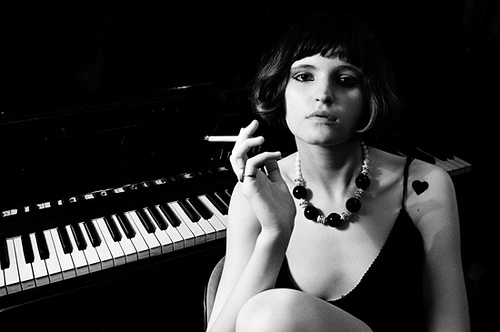
Москва 1988. Дуня Смирнова.
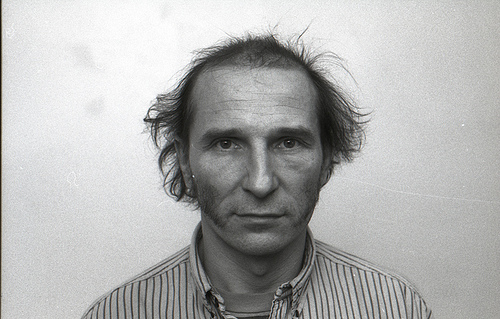
Москва 1995. Пётр Мамонов.